# Elmira Mangum
 Elmira Mangum (* 10. April 1953 in Durham, North Carolina) ist eine US-amerikanische Bildungswissenschaftlerin. Sie war von 2014 bis 2016 die erste Universitätspräsidentin der Florida Agricultural and Mechanical University.

## Leben und Werk
Mangum wurde als viertes von neun Kindern von Alice Blanche (née VanHook) und Ernest Mangum geboren. Sie studierte Geografie an der North Carolina Central University, wo sie einen Bachelor-Abschluss „magna cum laude“ erwarb. Danach studierte sie an der University of Wisconsin–Madison und erhielt dort Master-Abschlüsse in öffentlicher Politik und öffentlicher Verwaltung sowie einen Master-Abschluss in Stadt- und Regionalplanung. Anschließend promovierte sie in Bildungsführung und Politik an der University at Buffalo.
Sie absolvierte eine postgraduale Ausbildung am Center for Creative Leadership in North Carolina, am Millennium Leadership Institute, nahm teil am Entwicklungsprogramm der Harvard Graduate School für Bildungsmanagement, dem National Leadership Forum für weibliche Administratoren und am Cornell’s Administrative Management Institute. Sie war neun Jahre lang Associate Provost an der University of North Carolina at Chapel Hill und wurde 2010 Vizepräsidentin für Budget und Planung an der Cornell University. Von 2014 bis 2016 war sie die 11. Präsidentin der Florida Agricultural and Mechanical University und war die erste Frau, die diese Position in der 128-jährigen Geschichte der Universität besetzte. 2017 war sie Gastwissenschaftlerin an der Graduate School of Education (GSE) an der University of Pennsylvania. Sie ist Mitglied des National Council of Negro Women und der Zeta Phi Beta Sorority, Inc.

## Auszeichnungen
Sie erschien auf der "Power 100"-Liste des Ebony-Magazins, und die Zeitschrift Capital Outlook ernannte sie zur "Person of the Year". Sie erhielt den Trailblazer Award des Oasis Center for Women and Girls und wurde bei den Historically Black Colleges and Universities HBCU Awards 2015 zur HBCU-Präsidentin des Jahres gekürt. Von der Organisation Celebrating Women International erhielt sie den Global Leadership Award und wurde von der Organisation Diverse: Issues in Higher Education als „Outstanding Female Leader“ ausgezeichnet.